# Loretto (Nebraska)
Loretto – jednostka osadnicza w Stanach Zjednoczonych, w stanie Nebraska, w hrabstwie Boone.